# Michal Lobkowicz
Michal Lobkowicz (* 20. Juli 1964 in Prag) ist ein tschechischer Politiker und ehemaliger Außen- und Verteidigungsminister.

## Leben
Michal Lobkowicz stammt aus der Adelsfamilie Lobkowitz und ist Geologe. Er arbeitete nach dem Studium von 1987 bis 1992 am Tschechischen Geologischen Institut. 
Während der Samtenen Revolution war er im Bürgerforum aktiv, im Januar 1990 trat er dann in die neu gegründete Christdemokratische Partei (KDS) ein und wurde im Juni 1990 ins Parlament gewählt. Von 1993 bis 1996 arbeitete er im Außenministerium, 1996 wurde er erneut ins Parlament gewählt, diesmal für die ODS. 
Am 2. Januar 1998 wurde er zum Verteidigungsminister der Tschechischen Republik ernannt. Nach der Regierungsübernahme durch die Sozialdemokraten trat er im Juli 1998 zurück. Parlamentsmitglied war er bis in das Jahr 2002.
Er ist seit 1989 mit Lucie Navrátilová verheiratet und hat zwei Kinder.
| Personendaten    | Personendaten                                                        |
| ---------------- | -------------------------------------------------------------------- |
| NAME             | Lobkowicz, Michal                                                    |
| ALTERNATIVNAMEN  | Lobkowicz, Maria Michael Amadeo Ferdinand Prinz (vollständiger Name) |
| KURZBESCHREIBUNG | tschechischer Politiker                                              |
| GEBURTSDATUM     | 20. Juli 1964                                                        |
| GEBURTSORT       | Prag                                                                 |